# Organization Science
Organization Science (Organ Sci) ist eine sechsmal jährlich erscheinende wissenschaftliche Zeitschrift zu betriebswirtschaftlichen Themen, speziell zur Organisationstheorie und zum strategischen Management. Eingereichte Beiträge werden vor der Publikation dem Peer-Review unterzogen.

## Rezeption
Das Zeitschriften-Ranking VHB-JOURQUAL 2.1 (2011) stuft die Zeitschrift in die obere Kategorie A ein.